# Lonesome, On'ry and Mean
Lonesome, On'ry and Mean è il ventiquattresimo album di Waylon Jennings, pubblicato nel marzo del 1973 dalla RCA Victor. Nel 2003 fu ristampato su CD con tre brani aggiunti come bonus.

## Tracce
Lato A
1. Lonesome, On'ry and Mean – 3:37 (Steve Young) – Registrato a Nashville, TN, 18 dicembre 1972
2. Freedom to Stay – 3:09 (Will Hoover) – Registrato a Nashville, TN, 18 dicembre 1972
3. Lay It Down – 3:14 (Gene Thomas) – Registrato a Nashville, TN, 12 gennaio 1972
4. Gone to Denver – 2:28 (Johnny Cash, Red Lane) – Registrato a Nashville, TN, 22 aprile 1970
5. Good Time Charlie's Got the Blues – 3:20 (Danny O'Keefe) – Registrato a Nashville, TN, 14 dicembre 1972

Lato B
1. You Can Have Her – 2:38 (William S. Cook) – Registrato a Nashville, TN, 9 marzo 1972
2. Pretend I Never Happened – 3:01 (Willie Nelson) – Registrato a Nashville, TN, 16 maggio 1972
3. San Francisco Mabel Joy – 3:45 (Mickey Newbury) – Registrato a Nashville, TN, 14 dicembre 1972
4. Sandy Sends Her Best – 2:33 (Billy Ray Reynolds) – Registrato a Nashville, TN, 12 gennaio 1972
5. Me And Bobby McGee – 4:37 (Kris Kristofferson, Fred Foster) – Registrato a Nashville, TN, 9 marzo 1972

## Brani bonus aggiunti nel CD del 2003
1. Laid Back Country Picker – 3:16 (Vince Matthews, Jim Casey) – Bonus 2003
2. The Last One to Leave Seattle – 3:27 (Waylon Jennings, Steve Norman) – Bonus 2003
3. Big, Big Love – 2:26 (Ray Carroll, Wynn Stewart) – Bonus 2003

## Musicisti
- Waylon Jennings - voce, chitarra
- Bill Sanford - chitarra, dobro
- Fred Carter - chitarra
- Dave Kirby - chitarra
- Dale Sellers - chitarra
- Billy Reynolds - chitarra ritmica
- Chip Young - chitarra ritmica
- Jimmy Capps - chitarra ritmica
- Ralph Mooney - dobro, steel guitar
- Hargus Pig Robbins - pianoforte
- Don Brooks - armonica
- Bobby Dyson - basso
- Henry Strzelecki - basso
- Ralph Gallant - basso
- Len Miller - basso
- Kenneth Buttrey - batteria
- Buddy Harman - batteria
- Willie Ackerman - batteria
- Ralph Gallant - batteria
- Richie Albright - batteria
- Byron Bach - violoncello
- David Vanderkkok - violoncello
- Marvin Chantry - viola
- Gary Vanosdale - viola
- Brenton Banks - violino
- George Binkley - violino
- Lennie Haight - violino
- Sheldon Kurland - violino
- Lee Jane Bernati - accompagnamento vocale
- Ginger Holladay - accompagnamento vocale
- Mary Holladay - accompagnamento vocale
- Temple Riser - accompagnamento vocale